# 한국휠체어농구연맹
한국휠체어농구연맹(韓國휠체어籠球聯盟, Korean Wheelchair Basketball League, KWBL)은 대한민국의 세미프로 장애인 휠체어 농구를 관할하는 스포츠 행정 기구이다. 한국휠체어농구리그를 주관한다.

## 같이 보기
- 대한장애인농구협회